# Polybiusvierkant
Een Polybiusvierkant is een, door de Griekse historicus Polybios ontwikkeld handcijfer, waarmee de letters van het alfabet door cijfers worden vervangen.

## Algemene vorm
In zijn algemene vorm ziet een polybiusvierkant er als volgt uit:
|   | 1 | 2 | 3 | 4 | 5 |
| - | - | - | - | - | - |
| 1 | A | B | C | D | E |
| 2 | F | G | H | I | J |
| 3 | K | L | M | N | O |
| 4 | P | Q | R | S | T |
| 5 | V | W | X | Y | Z |

Iedere letter wordt door de bijbehorende coördinaten in het vierkant vervangen. Polybius wordt dus 14 53 23 45 21 42 15 44. Dat de V de U vervangt komt uit het Latijn en is een gebruikelijke manier om de 26 letters in een vierkant van 5 bij 5 te passen. Polybius had dit probleem niet aangezien hij het 24 letters tellende Griekse alfabet gebruikte. Polybiusvierkanten bestaan ook in 6 bij 6 varianten om bijvoorbeeld het Cyrillische alfabet met 33 letters mee te versleutelen. Het is daarbij nog mogelijk een sleutelwoord te gebruiken om de cijfertekst nog meer te beschermen. Vul van het sleutelwoord de letters in de volgorde dat ze in het woord voorkomen in, iedere verschillende letter een keer. Een isogram, een woord waarin iedere letter maar één keer voorkomt, leent zich daar dus goed voor. Vul daarna de overige lege plekken in het vierkant op alfabetische volgorde in.
|   | 1 | 2 | 3 | 4 | 5 |
| - | - | - | - | - | - |
| 1 | I | S | O | G | R |
| 2 | A | M | B | C | D |
| 3 | E | F | H | J | K |
| 4 | L | N | P | Q | T |
| 5 | V | W | X | Y | Z |

Polybius wordt in dit geval 34 31 14 45 32 11 15 21.
De manier waarop het vierkant gelezen kan worden is tweedelig. Bijvoorbeeld de P is in het laatste vierkant 34 maar men kan het ook lezen als 43. Het hangt ervan af of men het eerste getal koppelt aan de rij of aan de kolom. Let hier bij het ontsleutelen met een polybiusvierkant van de cijfertekst op.

## Veiligheid
Tekst versleuteld met een polybiusvierkant alleen verschaft geen werkelijke beveiliging aangezien de methode in een monoalfabetische substitutie uitmondt. De versleuteling biedt echter de mogelijkheid om een tekst te fractioneren en kan als zodanig in complexere versleutelingen, zoals de nihillistversleuteling, worden gebruikt.
ADFGX · Autoclave · Atbash · Baconalfabet · Bifid · Caesarcijfer · Dubbele transpositie · One-time pad · Paardensprongcijfer · Playfair · Polybiusvierkant · Rozenkruisersgeheimschrift · Scytale · Straddling checkerboard · Substitutie · Transpositie · Trifid · Vigenère